# Jan van Cleve
Jan van Cleve, ook Jean van Cleve of Jan van Cleef, (Venlo, 6 januari 1646 – Gent, 19 december 1716) was een kunstschilder, die op het eind van de 17e eeuw en het begin van de 18e eeuw vooral in de Zuidelijke Nederlanden bekendheid verwierf. 

## Levensloop
Van Cleef werd in 1646 in Venlo, in de Spaanse Nederlanden, geboren. Volgens Flament was hij een zoon van Gabriel van Cleef, een soldaat in Spaanse dienst en Elizabeth Jansens.
Hij vertrok van Venlo naar Brussel om daar het schilderen te leren. Hij werkte er eerst bij Louis Cousin en vervolgens bij Gaspar de Crayer. Zijn schilderstijl is verwant met die van De Crayer. Zeker is dat hij aan schilderijen van De Crayer heeft gewerkt en deze ook heeft gekopieerd. Van Cleef schilderde historische genrestukken en religieuze taferelen. 
Van Cleef volgde De Crayer toen die verhuisde van Brussel naar Gent. Na de dood van De Crayer werkte hij een aantal tekeningen af voor wandtapijten die koning Lodewijk XIV had besteld in Antwerpen; Van Cleef verbleef enkele maanden hiervoor in Parijs. Nadien, in 1668, vestigde hij zich als kunstschilder in Gent. In 1680 huwde hij er met Joanna Driesen, met wie hij negen kinderen had. Hij kreeg bestellingen voor schilderwerken voornamelijk van kloosters en kerken in het graafschap Vlaanderen en het hertogdom Brabant.
In Gent werd de schilder na zijn dood in de Sint-Michielskerk bijgezet. In Venlo kreeg hij een medaillon in de buitenmuur van het stadhuis. Ook werd in de Venlose Rosariumbuurt een straat naar hem vernoemd: de Van Cleefstraat.
Veel van zijn werken bevinden zich in musea in België. Het schilderij Sint Joris en de draak behoort tot de collectie van het Limburgs Museum. De rooms-katholieke parochie Sint Martinus in Venlo is in het bezit van enkele van zijn werken, waaronder "Ecce Homo" en de "Annunciatie".
- Biografisch Portaal: 25477614
- Digitale Bibliotheek voor de Nederlandse Letteren: clee011
- International Standard Name Identifier: 0000 0000 6954 1631
- Nederlandse Thesaurus van Auteursnamen: 069980888
- RKD-Nederlands Instituut voor Kunstgeschiedenis: 17246
- Union List of Artist Names: 500047777
- Virtual International Authority File: 95998248
- WorldCat: E39PBJk96vrY6dTYVdTwygkqwC